# Hamataliwa maculipes
Hamataliwa maculipes là một loài nhện trong họ Oxyopidae.
Loài này thuộc chi Hamataliwa. Hamataliwa maculipes được Elizabeth Bangs Bryant miêu tả năm 1923.